# MF Grimm
Percy Carey, meglio conosciuto come MF Grimm, GM Grimm, The Grimm Reaper, Superstar Jet Jaguar e, almeno inizialmente, come Build and Destroy (New York, 11 giugno 1970), è un rapper, beatmaker e fumettista statunitense.

## Biografia
Percy Carey cresce a Manhattan, nell'Upper West Side. Uno dei suoi vicini di casa, Morgan Freeman, lo aiuta a partecipare ai provini per Sesame Street, a cui parteciperà per quattro anni. È stato il primo attore ad interpretare Snuffleupagus.
Alle superiori, Carey inizia a coltivare la sua passione per il rap e l'hip hop, muovendo i primi passi nella produzione di beat.
Formò assieme a Roc Raida, membro degli X-Ecutioners, un duo artistico dal nome "The Gravediggaz", da non confondere con il gruppo omonimo creato da RZA. Le sue collaborazioni coinvolgono anche leggende del genere come Kool G Rap e un gruppo come i KMD, all'interno del quale si formò il talento di Daniel Dumile.
È inoltre stato ghostwriter nel famosissimo album The Chronic di Dr. Dre. 
Nel 1993, MF Grimm ha la possibilità di dimostrare la sua eccellenza nell'improvvisazione, ben  posizionandosi alla World Supremacy Battle. Lo stesso anno esce il primo 12" pollici di MF Grimm, So Whatcha Want Nigga? e si esibisce al Jack the Rapper nella Execution Night, ad Atlanta, dividendosi  il palco con Lady of Rage, Tupac e il Dogg Pound.
Ben presto diverse etichette discografiche iniziano ad avvicinare il rapper.

### Tentativo di omicidio
Nel 1994, MF Grimm sopravvive ad un tentativo di omicidio che uccide invece il suo fratellastro. Riceve sette colpi di pistola e tre ne aveva già ricevuti in un primo tentato omicidio, nel 1986.. Come risultato di questa sparatoria, rimarrà cieco, paralizzato e sordo. Secondo il referto medico, MF Grimm sarebbe rimasto paralizzato e praticamente privo dei sensi per il resto della vita. Grimm recupererà in seguito la vista, l'udito e la capacità di parlare, ma tuttora è confinato su una sedia a rotelle.

### Post-ricovero
Grimm realizzò vari singoli per la Fondle 'Em e collaborò con MF Doom, in un EP della Brick Records, intitolato MF EP.
Grimm fondò l'etichetta discografica Day By Day Entertainment a fine anni novanta. Nello stesso periodo, ha riunito un collettivo di MC ispirati dal personaggio di Godzilla, la Monsta Island Czars.

### Vita in prigione
Accusato di cospirazione e con problemi legati ai narcotici, Grimm fu condannato all'ergastolo nel 2000. Pagò una cauzione di 100.000 dollari per essere rilasciato il giorno stesso, realizzando The Downfall of Ibliys: A Ghetto Opera in quelle ventiquattr'ore. Durante la sua permanenza in carcere, Carey studiò legge e riuscì a ridurre la sua condanna a tre anni, venendo scarcerato nel 2003.

### Post-incarcerazione
Mf Grimm sta lavorando al completamento del suo secondo album, Digital Tears: E-mail from Purgatory sotto lo pseudonimo Superstar Jet Jaguar. Sta anche espandendo la Day By Day Entertainment affinché copra sia artisti hip hop che rock.
Nel 2008, MF Grimm, con il nome di Percey Carey, viene nominato per due Eisner Awards, per la sua serie di graphic novel, Sentences, nelle categorie Best Reality Based Work e Best Lettering.  Lo stesso anno vinse anche due Glyph Awards nelle categorie Best Cover e Story of the Year.
La vita di MF Grimm è stata raccontata in un'autobiografia a fumetti: Sentences: The Life Of MF Grimm, uscita per le edizioni Vertigo della DC Comics, nel settembre 2007.

## Discografia

### Album
- 2000 - MF EP (con MF DOOM)
- 2002 - The Downfall of Ibliys: A Ghetto Opera
- 2003 - Best Of MF (con MF DOOM)
- 2004 - Digital Tears: E-mail from Purgatory
- 2004 - Special Herbs and Spices Volume 1
- 2005 - Scars and Memories
- 2006 - American Hunger
- 2007 - The Order Of The Baker: Gingerbread Man Mixtape
- 2007 - The Hunt For The Gingerbread Man

### Collaborazioni
- 1994 - KMD What A Nigga Know? (1 Traccia)
- 1995 - Kool G Rap 4, 5, 6 (2 Tracce)
- 1997 - Dj Premier Crooklyn Cuts Vol. III (1 Traccia)
- 1997 - Dj Evil Dee X Unknown Pt. 2! (1 Traccia)
- 1998 - Dj Kensei Cuts Of The Times (1 Traccia)
- 1999 - MF Doom Operation: Doomsday (1 Traccia)
- 2001 - MF Doom I Hear Voices (1 Traccia)
- 2003 - Jon Doe Meet Jon Doe EP (1 Traccia)
- 2004 - Stronghold Mixtape Volume 2 (1 Traccia)
- 2006 - Parallel Thought Drugs, Liquor, Sex & Cigarettes (1 Traccia)
- 2006 - Serengeti Gasoline Rainbows (1 Traccia)
- 2006 - Ill Bill Ill Bill Is The Future 2: I'm A Goon (1 Traccia)
- 2006 - CX Kidtronik Krak Attack (1 Traccia)
- 2006 - Serengeti Noticeably Negro (1 Traccia)
- 2006 - Third Sight Symbionese Liberation Album (1 Traccia)
- 2007 - Kurious A Constipated Monkey (1 Traccia)
- 2007 - Nato Caliph Cipher Inside (1 Traccia)
- 2007 - Mister Modo & Ugly Mac Beer Mo' Dougly Weird Stories (2 Tracce)
- 2007 - Black Panther My Eternal Winter (1 Traccia)
- 2007 - Bashton da Invizabul Mang Tha Flood$ (1 Traccia)
- 2008 - Kongcrete Shackles Off (1 Traccia)